# Máltai kiejtés
A máltai kiejtés a Málta területén használt máltai nyelv irodalmi kiejtése.
A máltai nyelv írása nem fonetikus vagy fonémikus, ami azt jelenti, hogy egy betűhöz több kiejtés is tartozhat, és egy kiejtett hang leírására több betűt vagy betűkombinációt használhatnak.

## A magánhangzók
A máltaiban öt rövid ([ɐ], [ɛ], [ɪ], [ɔ], [ʊ]) és hat hosszú magánhangzó ([ɐː], [ɛː], [iː], [ɪː], [ɔː], [ʊː]) található. Ezen kívül hat kettőshangzót ([ɐi], [ɐʊ], [ɛi], [ɛʊ], [ɔʊ], [iɛ]) is használnak.
|               | Elöl képzett                  | Elöl képzett                  | Középen képzett               | Középen képzett               | Hátul képzett                 | Hátul képzett                 |
| hosszú        | rövid                         | hosszú                        | rövid                         | hosszú                        | rövid                         |                               |
| ------------- | ----------------------------- | ----------------------------- | ----------------------------- | ----------------------------- | ----------------------------- | ----------------------------- |
| Zárt          | [iː] [ɪː]                     | [ɪ]                           |                               |                               | [ʊː]                          | [ʊ]                           |
| Középzárt     |                               |                               |                               |                               |                               |                               |
| Középnyílt    | [ɛː]                          | [ɛ]                           | [ɐː]                          | [ɐ]                           | [ɔː]                          | [ɔ]                           |
| Nyílt         |                               |                               |                               |                               |                               |                               |
| Kettőshangzók | [ɐi] [ɐʊ] [ɛi] [ɛʊ] [ɔʊ] [iɛ] | [ɐi] [ɐʊ] [ɛi] [ɛʊ] [ɔʊ] [iɛ] | [ɐi] [ɐʊ] [ɛi] [ɛʊ] [ɔʊ] [iɛ] | [ɐi] [ɐʊ] [ɛi] [ɛʊ] [ɔʊ] [iɛ] | [ɐi] [ɐʊ] [ɛi] [ɛʊ] [ɔʊ] [iɛ] | [ɐi] [ɐʊ] [ɛi] [ɛʊ] [ɔʊ] [iɛ] |

Megjegyzés: A nyelvjárásokban kisebb eltérések lehetnek a fent leírt hangoktól.

### Tiszta hangok
Az egyes magánhangzók mind (az ie kivételével) lehetnek rövidek és hosszúak is. Erre sajnos nincsen szabály, de általában megegyeznek az átadó nyelv (az arab, ill. az olasz) hosszú hangjaival. A hosszú hangok mindig hangsúlyosak, és így csak egy lehet belőlük a szavakban.
Az egyes hangok kiejtésére néhány példa:
- a [ɐ] – röviden: qarn [ʔɐrn], qamar [ˈʔɐmɐr]; hosszan: nar [nɐːr], ħares [ˈʔħɐːrɛs]
- e [ɛ] – röviden: xemx [ʃɛmʃ], fenek [ˈfɛnɛk]; hosszan: xena [ˈʃɛːnɐ] (hosszan csak olasz eredetű szavakban található)
- i [ɪ] – röviden: lift [lɪft], libsa [ˈlɪbsɐ]; hosszan: tislib [ˈtɪːslɪp], riq [rɪːʔ]
- ie [i] – mindig hosszú: wied [wiːt], sieħeb [ˈsiːħɛp] (mindig az a szótag hangsúlyos, amelyikben az ie van)
- o [ɔ] – röviden: borġ [bɔrd͡ʒ], kobor [ˈkɔbɔr]; hosszan: nol [nɔːl] (hosszan csak olasz eredetű szavakban található)
- u [ʊ] – röviden: kulħadd [kʊlˈħɐtː], luttu [ˈlʊtːʊ]; hosszan: jum [jʊːm], maqtul [mɐʔˈtʊːl]

A magánhangzók għ-val való kapcsolata különleges. Għ előtt a magánhangzók megnyúlnak és kissé faringalizálódnak (az i és az ie ebben a helyzetben nyíltabb lesz). pl: jagħmel [ˈjɐːˤmɛl], wegħda [ˈwɛːˤdɐ], ibigħli [ɪˈbɛːˤlɪ], biegħli [ˈbɛːˤlɪ], sogħla [ˈsɔːˤlɐ], frugħ [frʊːˤ]. Különleges eset az -agħa- és -ogħo- kapcsolat, ilyenkor az egész betűkapcsolatból csak egy faringalizált hosszú magánhangzót ejtünk: xagħar [ʃɐːˤr], bogħod [bɔːˤt] (az átadó arabban itt az első magánhangzó volt hangsúlyos). Szó végi għ előtt az a és az o nem nyúlik meg: fieragħ [ˈfiːrɐˤ], forogħ [ˈfɔrɔˤ].
Hasonló módon megnyúlik az a, e és o għ után is: għali [ˈɐːˤlɪ], għerq [ɛːˤrʔ], għodda [ˈɔːˤdːɐ].
Az azonos rövid magánhangzók között álló h is összeolvad egy hosszú magánhangzóba, esetenként mássalhangzó előtt is ez történik, például: fehem [fɛːm], deheb [dɛːp], fehma [ˈfɛːmɐ]. Ha valamelyik magánhangzó hosszú, az összeolvadás elmarad: raha [ˈrɐː.ɐ]. Általában a h szó elején is megnyújtja az utána álló magánhangzót: hekk [ɛːkː], hemm [ɛːmː].
Ezek a għ miatti megnyúlások nem járnak automatikus hangsúllyal, mint az önállóan álló betűk esetében.
Egyes szó végi, ma -a’-val jelölt végződés eredetileg *-agħ volt. Mivel ebben a végződésben az a nem nyúlik meg és faringalizációját is elvesztette, már nem jelölik għ-val, csak egyszerű aposztróffal. Mai kiejtése egyszerű [ɐ], pl.: sama’ [ˈsɐmɐ]

### Kettőshangzók
A máltaiban a következő kettőshangzók találhatók, melyek mindig hangsúlyosak:
- aj – tajn [tɐin]
- aw – dawl [dɐʊl]
- ej – bejt [bɛit]
- ew – lewn [lɛʊn]

Angol eredetű szavakban előfordul az ow [ɔʊ] kettőshangzó is, például: towst [tɔʊst].
Szó végi għ, h, ħ és q előtt az i és az ie kiejtése is [iɛ], például: riq [riɛʔ], riħ [riɛħ], sieq [siɛʔ], qiegħ [ʔiɛħ].
Néhány francia eredetű szóban az ie-t kettőshangzónak kell ejteni: kunsillier [kʊnsɪlˈliɛr].
Kettőshangzók alakulnak ki egyes għ-val való kapcsolatokból:
- għi- – għira [ˈɛirɐ]
- għu- – għuda [ˈɔʊdɐ]

Ezeket egyes nyelvjárásokban rendre [ɐi]-jal és [ɐʊ]-val ejtik.

### Egyéb magánhangzó-kapcsolatok
A máltaiban vannak olyan magánhangzó + -għ- + magánhangzó kapcsolatok, amelyek nem alkotnak kettőshangzókat, de a kapcsolat nem ad szabályos kiejtést. Ilyenek:
- -iegħa- – siegħa [ˈsiɛˤ.ɐː] (mindig az ie hangsúlyos!)
- -iegħe- – wiegħed [ˈwiɛˤ.ɛːt] (mindig az ie hangsúlyos!)
- -iegħi- – riegħi [ˈriɛˤ.ɪ] (mindig az ie hangsúlyos!)
- -egħi- – wegħidt [wɛˤˈɛitː] (mindig az i hangsúlyos!)
- -agħa- – ragħaj [rɐˤˈɐːj]; előfordul kettőzve is: bagħgħad [bɐˤˤˈɐːt] (mindig a második a hangsúlyos, mint az átadó arab nyelvben is)

## A mássalhangzók
|             | Bilabiális | Bilabiális | Labiodentális | Labiodentális | Dentális | Dentális | Alveoláris | Alveoláris | Palatális | Palatális | Veláris | Veláris | Faringális | Faringális | Glottális | Glottális |
| ----------- | ---------- | ---------- | ------------- | ------------- | -------- | -------- | ---------- | ---------- | --------- | --------- | ------- | ------- | ---------- | ---------- | --------- | --------- |
| Nazális     |            | [m]        |               |               |          |          |            | [n]        |           |           |         |         |            |            |           |           |
| Plozíva     | [p]        | [b]        |               |               | [t]      | [d]      |            |            |           |           | [k]     | [ɡ]     |            |            | [ʔ]       |           |
| Affrikáta   |            |            |               |               |          |          | [t͡s]       | [d͡z]       | [t͡ʃ]      | [d͡ʒ]      |         |         |            |            |           |           |
| Frilkatíva  |            |            | [f]           | [v]           |          |          | [s]        | [z]        | [ʃ]       | [ʒ]       |         |         | [ħ]        |            |           |           |
| Approximáns |            |            |               |               |          |          |            | [r]        |           |           |         |         |            |            |           |           |
| Laterális   |            |            |               |               |          |          |            | [l]        |           | [j]       |         | [w]     |            |            |           |           |

Megjegyzések:
- A zöngétlen hangok zöngések előtt szintén zöngéssé válnak, hasonlóan a zöngés hangok zöngétlenné válnak zöngétlenek előtt, valamint szó végén.
- A máltai megkülönbözteti a rövid és hosszú mássalhangzókat szó közben és végén. Szó elején csak akkor maradnak hosszúak a mássalhangzók, ha az előző szó végén álló magánhangzója révén szókötéssel összekapcsolódik.
- A [t͡s], [d͡z] és [ʒ] csak idegen eredetű – az első kettő olasz, a harmadik angol eredetű – szavakban fordul elő.
- A [ħ] hangot egyes beszélők [x]-ként vagy  [h]-ként ejtik.

## Az egyes betűk kiejtése
A következő táblázatban nem szerepelnek a kettőzött mássalhangzók (pl. bb), mert rájuk is ugyanazok a szabályok vonatkoznak, mint az egyszerű betűkre, csak hosszan ejtjük őket.
| Betű | Helyzete                                                | Kiejtése                      | Kiejtési példák                             |
| ---- | ------------------------------------------------------- | ----------------------------- | ------------------------------------------- |
| b    | szó végén, zöngétlen mássalhangzó előtt                 | [p]                           | xorob [ˈʃɔrɔp], jibqa [ˈjɪpʔɐ]              |
| b    | máskor                                                  | [b]                           | bajda [ˈbɐidɐ]                              |
| ċ    | mindig                                                  | [t͡ʃ]                          | wiċċ [wɪt͡ʃː], ċentru [ˈt͡ʃɛntrʊ]             |
| d    | szó végén, zöngétlen mássalhangzó előtt                 | [t]                           | bajd [bɐit], jidħol [ˈjɪtħɔl]               |
| d    | máskor                                                  | [d]                           | donnu [ˈdɔnːʊ]                              |
| f    | zöngés mássalhangzó előtt                               | [v]                           | jifdal [ˈjɪvdɐl]                            |
| f    | máskor                                                  | [f]                           | żifen [ˈzɪfɛn]                              |
| ġ    | szó végén és zöngétlen mássalhangzó előtt               | [t͡ʃ]                          | arloġġ [ˈɐrlɔt͡ʃː], tiġsim [ˈtɪt͡ʃsɪm]        |
| ġ    | máskor                                                  | [d͡ʒ]                          | nerġgħu [ˈnɛrd͡ʒɔʊ]                          |
| g    | szó végén és zöngétlen mássalhangzó előtt               | [k]                           | spag [spak], gzejjez [ˈkt͡sɛijɛt͡s]           |
| g    | máskor                                                  | [ɡ]                           | spagetti [spɐˈɡɛtːɪ]                        |
| għ   | magánhangzók mellett                                    | lásd fenn, a magánhangzóknál! | lásd fenn, a magánhangzóknál!               |
| għ   | szó végén                                               | [ħ]                           | qiegħ [ʔiːħ]                                |
| għ   | egyébként                                               | Ø                             | dgħjufija [djʊˈfɪjɐ]                        |
| għh  | mindig (csak magánhangzók között található)             | [ħː]                          | magħhom [ˈmɐħːɔm]                           |
| h    | szó végén                                               | [ħ]                           | xebbeh [ˈʃɛbːɛħ]                            |
| h    | két magánhangzó között kötőhanggá alakul                | [j]/[w]                       | fiehem [ˈfiːjɛm], ktibtuhom [ktɪpˈtʊːwɔm]   |
| h    | máskor                                                  | Ø                             | nofsha [ˈnɔfsɐ]                             |
| ħ    | mindig                                                  | [ħ]                           | oħt [ɔħt]                                   |
| j    | mindig                                                  | [j]                           | jekk [jɛkː]                                 |
| k    | zöngés mássalhangzó előtt                               | [ɡ]                           | rikba [ˈrɪɡbɐ]                              |
| k    | máskor                                                  | [k]                           | kunsillier [kʊnsɪlˈliɛr]                    |
| l    | mindig                                                  | [l]                           | vjola [ˈfjɔlɐ]                              |
| m    | szó elején mássalhangzó előtt                           | [ɪm]                          | Mdina [ɪmˈdɪːna]                            |
| m    | máskor                                                  | [m]                           | ħolma [ˈħɔlmɐ]                              |
| n    | b és f előtt                                            | [m]                           | jinbena [jɪmˈbɛnɐ], jonfoħ [ˈjɔmfɔħ]        |
| n    | máskor                                                  | [n]                           | nanna [ˈnɐnːɐ]                              |
| p    | zöngés mássalhangzó előtt                               | [b]                           | żepżep [ˈzɛbzɛp]                            |
| p    | máskor                                                  | [p]                           | pillola [pɪlˈlɔːlɐ]                         |
| q    | mindig                                                  | [ʔ]                           | wisq [wɪsʔ], quddiesa [ʔʊdˈdiːsɐ]           |
| r    | mindig                                                  | [r]                           | tidher [ˈtɪdɛr]                             |
| s    | zöngés mássalhangzó előtt                               | [z]                           | kasbar [ˈkɐzbɐr]                            |
| s    | máskor                                                  | [s]                           | sliem [sliːm]                               |
| t    | zöngés mássalhangzó előtt                               | [d]                           | tvinċija [dvɪnˈt͡ʃɪjɐ]                       |
| t    | máskor                                                  | [t]                           | tixtri [ˈtɪʃtrɪ]                            |
| v    | szó végén vagy zöngétlen mássalhangzó előtt             | [f]                           | skjav [skjɐːf], nvjar [nfjɐːr]              |
| v    | máskor                                                  | [v]                           | servizz [sɛrˈvɪt͡sː]                         |
| w    | mindig                                                  | [w]                           | waddab [ˈwɐdːɐp]                            |
| x    | zöngés mássalhangzó előtt, számos idegen eredetű szóban | [ʒ]                           | tixbit [ˈtɪʒbɪt], televixiun [tɛlɛˈvɪːʒɪʊn] |
| x    | máskor                                                  | [ʃ]                           | rixa [ˈrɪːʃa]                               |
| z    | néhány olasz eredetű szóban, kettőzve írva              | [d͡zː]                         | gazzetta [ɡɐd͡zˈd͡zɛtːɐ], mezzi [ˈmɛd͡zːɪ]     |
| z    | máskor                                                  | [t͡s]                          | gozz [ɡɔt͡sː]                                |
| ż    | szó végén és zöngétlen mássalhangzó előtt               | [s]                           | żfin [sfɪn], ħobż [ħɔps]                    |
| ż    | máskor                                                  | [z]                           | pożata [pɔˈzɐːtɐ]                           |

Megjegyzések:
- Régebbi szövegekben előfordul, hogy a ċ, a ġ, a ħ és a ż betűk helyett egyszerű c, g, h, z betűket használnak.
- A c egyes szövegekben megtalálható, elvileg a máltaiban hivatalosan nem létező betű; eredeti máltai szövegekben ċ-ként kezelendő, nevekben általában az eredeti nyelv kiejtési szabályai szerint ejtendő.
- Gozón a nyelv egyes beszélői a q betűt [k]-nak ejtik.
- Egyes még nem asszimilálódott angol szavakban megtalálható az y is (egyre kevesebb helyen), amelyet az adott angol szó kiejtésének megfelelően ejtenek, leggyakrabban [j]-nek.

## Hangsúly
Az -aj-, -ew-, -ej-, -ew- és -ie- kapcsolatokat tartalmazó szótagok mindig hangsúlyosak. A többi szó esetén a hangsúly szempontjából megkülönböztetjük, hogy milyen eredetű az adott szó:
- Az arab eredetű szavak véghangsúlyosak, ha hosszú hangot tartalmaznak és maximum egy mássalhangzóra végződnek; minden más esetben az utolsó előtti szótagon hangsúlyosak.
- Az olasz eredetű szavak általában az utolsó előtti szótagjukon hangsúlyosak, de általában megegyeznek az eredeti olasz szó hangsúlyával, a véghangsúlyos szavak, ha magánhangzóra végződnek, megtartják olaszos ékezeteiket, például: varjetà, kafè, virtù.
- Az angol eredetű szavak általában első szótagjukon, míg a francia eredetűek utolsó szótagjukon hangsúlyosak.
- Az idegen eredetű szavak általában megtartják eredeti hangsúlyukat.